# Diada de Sant Jaume

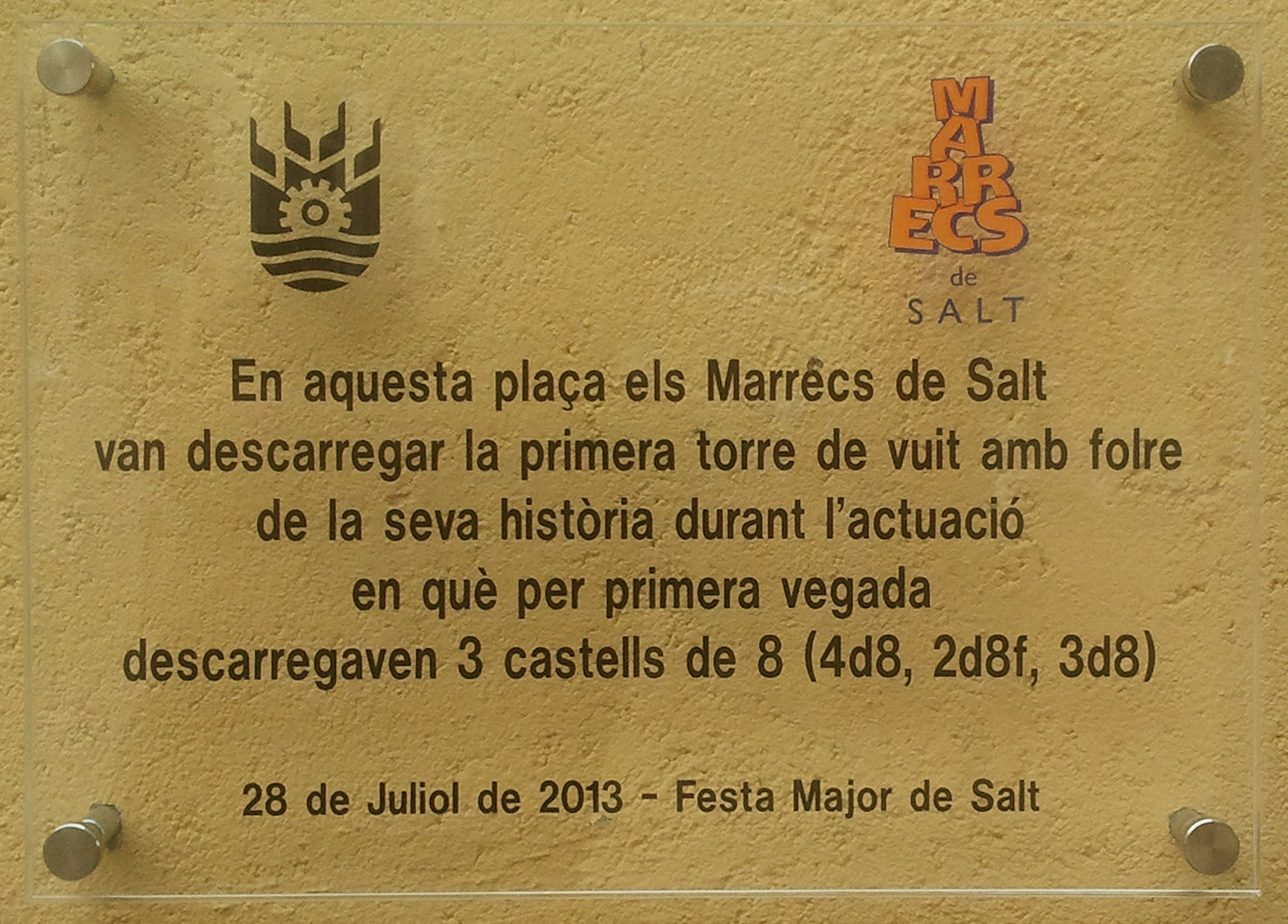
Placa del 2013 a l'Ajuntament de Salt.

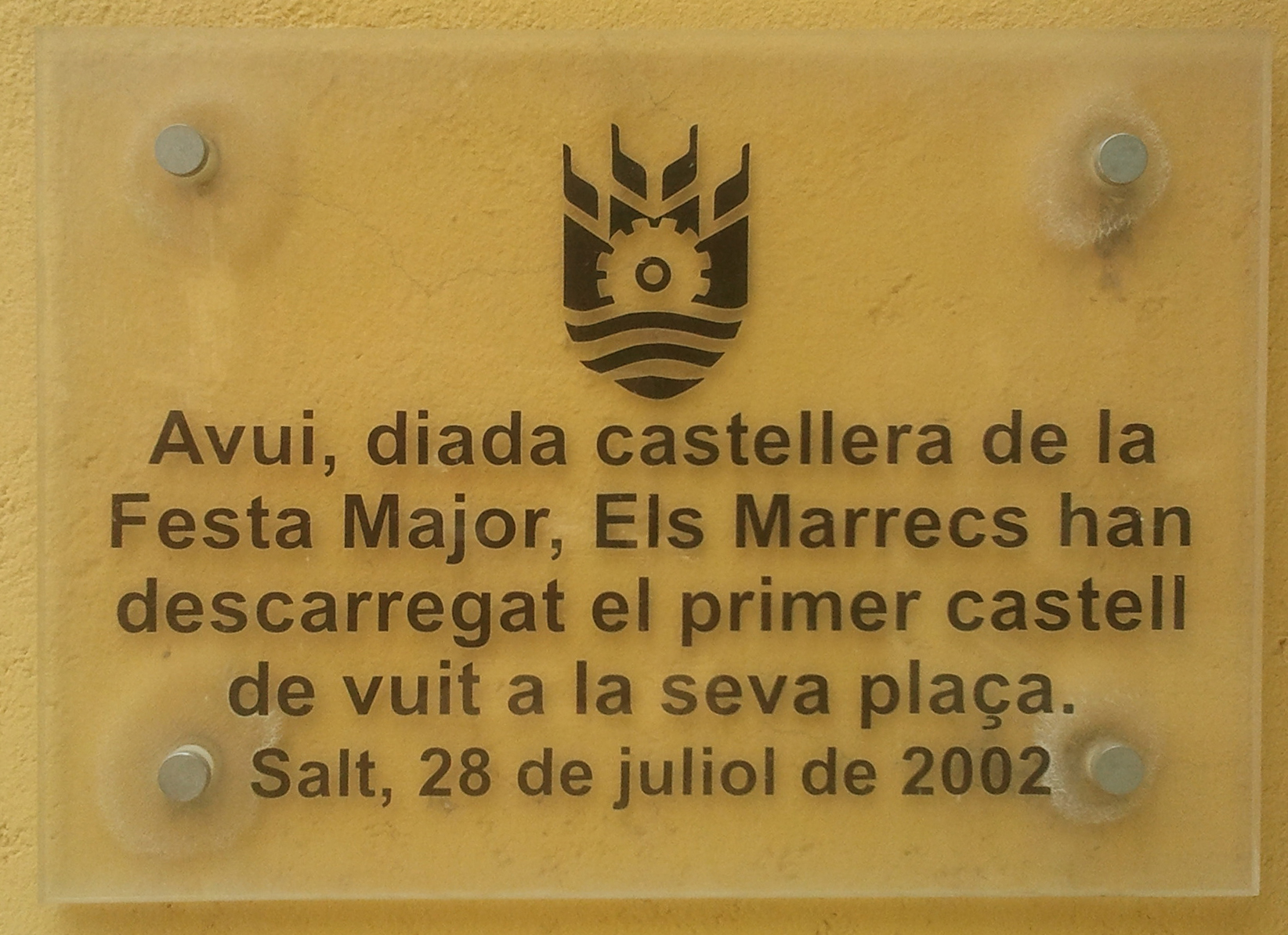
Placa del 2002 a l'Ajuntament de Salt.

La Diada de Sant Jaume és una diada castellera que se celebra a la Plaça Lluís Companys de Salt, davant de l'ajuntament de la vila, en el marc de la Festa Major. Se celebra a finals del mes de juliol i és la diada castellera més important de la població. Hi participen els Marrecs de Salt com a colla local i altres colles, que varien cada any, com a convidades.
Les primeres diades es van realitzar el 1985 i el 1990 ambdues amb actuacions en solitari dels Castellers de Vilafranca, que hi van realitzar castells de 7. A partir del 1996, amb l'actuació de Marrecs de Salt i Castellers de l'Albera, es va instaurar com a cita anual.
Els Marrecs de Salt hi van fer la seva primera clàssica (4 de 8, 2 de 7, 3 de 8), el 29 de juliol de 2007, la seva primer tripleta descarregada, que inclou el seu primer 2 de 8 amb folre descarregat (4 de 8, 2 de 8 amb folre, 3 de 8), el 28 de juliol de 2013, el seu primer 5 de 8 descarregat, el 26 de juliol de 2015 i el seu primer castell de 9 pisos, el 3 de 9 amb folre, que van descarregar el 23 de juliol de 2017.
Els Xerrics d'Olot hi van descarregar el seu primer 3 de 7 el 28 de maig de 2013.

## Colles participants
El format de la diada ha anat variant al llarg de les seves edicions. Hi ha hagut diades d'entre dues i quatre colles, amb les colles que es descriuen a continuació.
- 2017: Marrecs, Xerrics d'Olot, Xicots de Vilafranca i Castellers de Sabadell.
- 2016: Marrecs, Xerrics d'Olot, Xicots de Vilafranca i Xics de Granollers.
- 2015: Marrecs, Xerrics d'Olot, Xicots de Vilafranca i Castellers de Terrassa.
- 2014: Marrecs, Xerrics d'Olot, Xicots de Vilafranca i Castellers de Terrassa.
- 2013: Marrecs, Xerrics d'Olot, Xicots de Vilafranca i Bordegassos de Vilanova.
- 2012: Marrecs, Xerrics d'Olot i Castellers de Barcelona.
- 2011: Marrecs, Sagals d'Osona i Castellers de Barcelona.
- 2010: Marrecs i Xicots de Vilafranca.
- 2009: Marrecs, Xerrics d'Olot i Castellers de Sabadell.
- 2008: Marrecs i Margeners de Guissona.
- 2007: Marrecs i Castellers del Riberal.
- 2006: Marrecs i Castellers de Sabadell.
- 2005: Marrecs, Castellers de Sabadell i Castellers d'Esparreguera.
- 2004: Marrecs, Xerrics d'Olot i Castellers de Cornellà.
- 2003: Marrecs, Bordegassos de Vilanova i Castellers de Sabadell.
- 2002: Marrecs, Bordegassos de Vilanova i Castellers de Cornellà.
- 2001: Marrecs, Xicots de Vilafranca i Xiquets de Tarragona.
- 2000: Marrecs, Castellers de Terrassa i Colla Jove Xiquets de Tarragona.
- 1999: Marrecs, Castellers de l'Albera i Castellers de Barcelona.
- 1998: Marrecs, Minyons de Terrassa i Castellers de Cornellà.
- 1997: Marrecs, Castellers de l'Albera i Colla castellera de Figueres.
- 1996: Marrecs i Castellers de l'Albera.
- 1990: Castellers de Vilafranca.
- 1985: Castellers de Vilafranca.